# Erwin Zangerl
Erwin Zangerl (* 13. Jänner 1958) ist ein österreichischer Gewerkschaftsfunktionär. Seit 2008 ist er Präsident der Arbeiterkammer Tirol und Vizepräsident der Bundesarbeiterkammer. Er ist im Österreichischen Arbeitnehmerinnen- und Arbeitnehmerbund (ÖAAB) bzw. der Fraktion Christlicher Gewerkschafter (FCG) verankert.

## Leben
Erwin Zangerl begann nach dem Besuch der Pflichtschule seine berufliche Laufbahn bei der Österreichischen Post, wo er verschiedene interne Ausbildungen absolvierte. Er engagierte sich bei der Jungen ÖVP, 1978 wurde er in die Personalvertretung der Post gewählt. Von 1986 bis 2008 war er Obmann der Personalvertretung der Post für Tirol und Vorarlberg und Landesvorsitzender der Gewerkschaft für Post- und Fernmeldebedienstete (GPF). In dieser Funktion folgte ihm 2009 Heinz Kirchmair nach.
1989 wurde er Kammerrat, seit 1991 ist er im Vorstand der Kammer für Arbeiter und Angestellte Tirol, wo er von 2000 bis 2008 als Vizepräsident fungierte. Er ist Vorsitzender der ÖAAB-Arbeiterkammer-Fraktion und seit 2008 als Nachfolger von Fritz Dinkhauser Präsident der Arbeiterkammer Tirol und Vizepräsident der Bundesarbeitskammer (BAK). Nach der Arbeiterkammerwahl im Jänner 2019 wurde er im März 2019 von der Vollversammlung der Tiroler Arbeiterkammer erneut zum Präsidenten gewählt, das Votum durch die 70 Kammerräte erfolgte einstimmig. Bei den Tiroler Arbeiterkammer-Wahlen 2019 und 2024 erhielt seine Liste die absolute Mehrheit. Im März 2024 wurde er von den 70 Kammerräten als AK-Präsident erneut einstimmig wiedergewählt.
Erwin Zangerl lebt in Zirl, wo er von 1986 bis 1998 auch Mitglied des Gemeinderates war. Im Zusammenhang mit der Arbeitnehmer- und Sozialpolitik der Bundesregierung Kurz I sprach er 2018 von türkisen Unsozialen.